# Georges Paul Leroux
Georges Paul Leroux (* 3. August 1877 in Paris; † 16. Februar 1957 in Meudon) war ein französischer Maler.

## Leben
Georges Paul Leroux studierte in Paris bei Léon Bonnat. Neben Landschafts- und Historiengemälden schuf er auch Illustrationen, etwa für die Bücher von Anatole France. Ferner gestaltete er ein Plakat für die Weltausstellung 1900, das auf eins große Teleskop hinwies. Ab 1901 beteiligte er sich regelmäßig an den Ausstellungen im Salon des Artistes Français; 1903 und 1911 wurde er mit Medaillen ausgezeichnet. 1906 gewann er den Grand Prix de Rome, was ihm einen mehrjährigen Aufenthalt in der Villa Medici in Rom einbrachte und 1913 zu einer Ausstellung mit rund 70 Landschaftsbildern aus Italien in der Galerie Devambez führte.
Georges Leroux kämpfte während des Ersten Weltkriegs an der Front, was seine Kunst stark beeinflusste. Der Fries Le Dernier Communiqué, heute im Petit Palais in Paris, und ein anderes ähnliches Werk, das sich im Musée National du Château de Versailles befindet, sowie das Gemälde Enfer im Imperial War Museum sind Beispiele für diese Schaffensphase.
1920 gewann er den Prix Henner. Später erhielt Leroux Aufträge für Wandmalereien, mit denen die Ozeandampfer Paris, Normandie und Ville d'Alger geschmückt wurden. Auch Gemälde für öffentliche Gebäude schuf er.
1926 wurde er Ritter der Ehrenlegion und 1932 Mitglied der Académie des Beaux-Arts. Sein Grab auf dem Friedhof von Jouy-en-Josas wurde mit einem Bronzerelief geschmückt, das sein Porträt zeigt.

## Werke
Werke Leroux’ befinden sich unter anderem im Musée National d’Art Moderne in Paris, im Musée de Dijon, im Musée de Tours, im Fine Arts Museums of San Francisco und im Imperial War Museum in London. 14 Gemälde Leroux’ gehören zu den Beständen des Musée Départemental de l’Oise in Beauvais.